# L. Shankar
Lakshminarayanan Shankar, más conocido como L. Shankar, o simplemente Shenkar (Madras, Tamil Nadu, 26 de abril de 1950), es un violinista, cantante y compositor indio, de jazz fusión y rock, y música clásica de la India.

## Historial
Shankar creció en Jaffna, Ceilán, donde aprendió música carnática y otros estilos tradicionales, desde muy joven. Su padre fue un estimable violinista y su madre tocaba la vina. Es hermano de otro aclamado violinista, L. Subramaniam, así como de L. Vaidyanathan, que era compositor de bandas sonoras para Bollywood.  Hizo su primer concierto a los 7 años, en el Nallur Kandaswamy Temple, y consiguió una gran proyección desde muy joven, acompañando a los grandes intérpretes de música carnática, como Semmangudi Srinivasa Iyer, Chembai Vaithyanatha Baghavatar, Palghat Mani Iyer y Alathur Srinivasa Iyer. Tras los graves disturbios étnicos de Sri Lanka en los años 1950, su familia volvió a la India.

## Carrera profesional
Shankar se trasladó a Estados Unidos en 1969 y se doctoró en etnomusicología en la Wesleyan University. Allí conoció a  Ornette Coleman, Jimmy Garrison, y John McLaughlin, mientras trabaja como profesor asistente y concertino de la orquesta de cámara de la Universidad. En 1975, Shankar y McLaughlin fundaron Shakti, grupo pionero en la fusión este-oeste y la world music. Su primer álbum como líder, Touch Me There, fue producido por Frank Zappa, en 1979. Shankar fundó una nueva banda, The Epidemics, en 1982, con la que publicó tres discos.
Durante los años 1980, Shankar grabó periódicamente como líder, haciendo tanto jazz fusión, como música clásica india. Su álbum Who's To Know (ECM, 1980) introdujo un sonido de su invensión, el doble violín de 10 cuerdas. Este instrumento, diseñado por Shankar y construido por el lutier Ken Parker, abraca todo el rango orquestal de las cuerdas, incluyendo contrabajo, chelo, viola y violín.
Shankar trabajó en la banda sonora de la película La última tentación de Cristo (1988), compuesta por Peter Gabriel; música que se publicó en dos discos, Passion: Music for The Last Temptation of Christ y Passion - Sources. Ganó un Grammy por su trabajo en este último, en 1994. También su disco Raga Aberi fue nominado. Shankar participó en varios álbumes de Peter Gabriel, como So y Us. A partir de 1996, Shankar actuó usualmente con la también violinista, y sobrina suya, Gingger Shankar, bajo el nombre de "Shankar & Gingger".
Shankar ha tocado con un gran número de músicos de jazz y de rock, además de los citados, como Lou Reed, Echo & the Bunnymen, Talking Heads, Elton John, Eric Clapton, Phil Collins, Charly García, Jonathan Davis, Bruce Springsteen, Van Morrison, Stewart Copeland, Yoko Ono, A. R. Rahman, John Waite, Steve Vai, Ginger Baker, Toto, Nils Lofgren, Mark O'Connor y Sting.
Recientemente, Shankar comenzó a usar otro nombre, Shenkar, y ha realizado grabaciones bajo este seudónimo. En 2006–2007, Shenkar proporcionó la voz para el tema principal, y otras secuencias de la banda sonora, de la serie de televisión Héroes.

## Discografía como líder
- Touch Me There  (1979)
- Who's to Know (ECM, 1980)
- Vision (1983)
- Song for Everyone (1985)
- Nobody Told Me (1989)
- Pancha Nadai Pallavi (1989)
- M.R.C.S. (1989)
- Soul Searcher (1990)
- Raga Aberi (1995)
- Enlightenment (1999)
- Eternal Light (2000)

## Filmografía
- La última tentación de Cristo (1988)
- La escalera de Jacob (1990)
- Robin Hood (1991)
- Jennifer 8 (1992)
- White Sands (1992)
- Alí (2001)
- Rabbit-Proof Fence (2002)
- Queen of the Damned (2002)
- La Pasión de Cristo (2004)
- Hidalgo (2004)
- Born into Brothels (2004)
- Héroes (Serie de TV, 2006–2009)